# Болдавешко, Сергей
Серге́й Болдаве́шко (латыш. Sergejs Boldaveško; род. 9 октября 1970, Рига, Латвийская ССР — советский и латвийский хоккеист, нападающий.

## Биография
Воспитанник латвийского хоккея. В 1986 году дебютировал во второй лиге первенства СССР в команде «РШВСМ». В команде провёл четыре сезона. В сезоне 1988/89 также периодически выступал в высшей лиге за рижское «Динамо». Со следующего сезона 1989/90 уже был игроком основы «Динамо», периодически выступая за «РШВСМ».
После расформирования советских хоккейных лиг продолжал играть в команде, сменившей название — в сезоне 1991/92 в «ХК Рига» в чемпионате СНГ, в сезонах 1992/93—1993/94 в «Пардаугаве» в МХЛ. 
Продолжил карьеру в Германии — с середины сезона 1993/94 по сезон 1996/97 выступал за ХК «Пайтинг». Затем один сезон играл за датский «Vojens». На один сезон вернулся в «Пайтинг». В сезоне 1999/00 защищал цвета лиепайского «Металлурга».
В 2000 году снова вернулся в Германию, играл в «Фюссене» (сезон 2000/01), «Меммингене» (сезоны 2001/02—2005/06) и в «Зонтхофене» (сезоны 2006/07—2007/08).
В составе сборной Латвии участник отборочных турниров зимних Олимпиад 1994 и 1998 годов, а также пяти чемпионатов мира (1993, 1994, 1994, 1995, 1996 и 1997 годов). 

## Статистика выступления в высшей лиге
| Легенда | Легенда                    | Легенда | Легенда                   | Легенда | Легенда    |
| ------- | -------------------------- | ------- | ------------------------- | ------- | ---------- |
| И       | Количество проведённых игр | Штр     | Штрафное время            | +/−     | Плюс-минус |
| Г       | Голы                       | П       | Голевые передачи          | О       | Очки       |
| -       | Статистика неизвестна      | —       | Статистика не учитывалась |         |            |

| Сезон                    | Команда                  | И   | Г  | П  | О  | Штр |
| ------------------------ | ------------------------ | --- | -- | -- | -- | --- |
| 1988/89                  | «Динамо» (Рига)          | 32  | 1  | 2  | 3  | 14  |
| 1989/90                  | «Динамо» (Рига)          | 44  | 5  | 4  | 9  | 12  |
| 1990/91                  | «Динамо» (Рига)          | 28  | 0  | 2  | 2  | 4   |
| Всего в чемпионатах СССР | Всего в чемпионатах СССР | 107 | 22 | 18 | 40 | 58  |